# Hans-Günter Klein (Musikwissenschaftler)

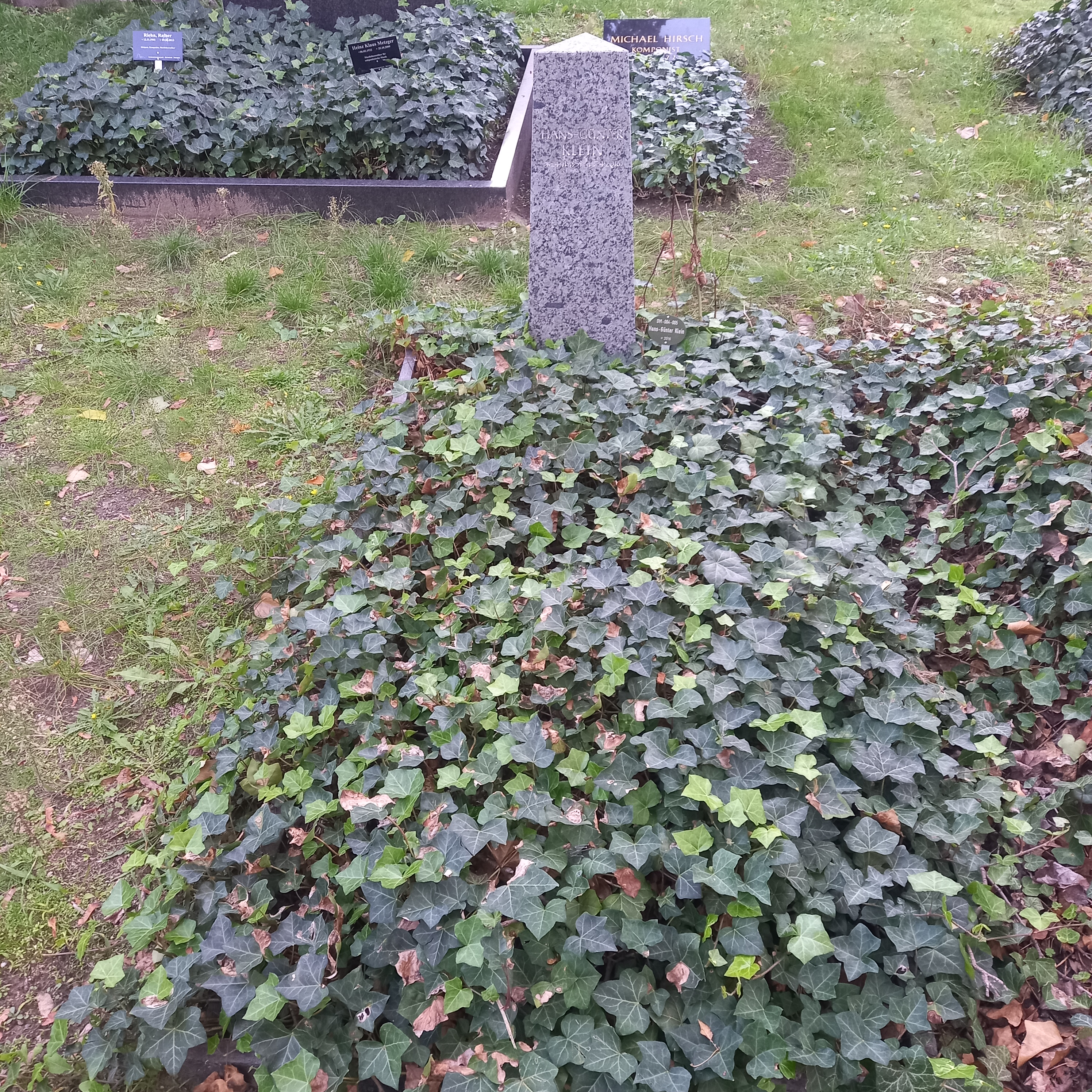
Das Grab von Hans-Günter Klein auf dem evangelischen Dreifaltigkeitsfriedhof I in Berlin

Hans-Günter Klein (* 24. November 1939 in Berlin; † 7. April 2016 ebenda) war ein deutscher Musikwissenschaftler, Bibliothekar und Forscher zur Familie Mendelssohn.

## Leben und Tätigkeiten
Während des Krieges floh die Familie von Klein kriegsbedingt nach Pommern. Nach dem Zweiten Weltkrieg wuchs er in Hamburg auf, wo er Musikwissenschaft, Philosophie und Kunstgeschichte studierte. 1969 erfolgte seine Promotion. Er wechselte umgehend nach Berlin an die Musikabteilung der Staatsbibliothek zu Berlin, deren Mendelssohn-Archiv er nach dem Ausscheiden von Rudolf Elvers (1988) übernahm und fünfzehn Jahre (bis 2003) leitete. Über längere Zeit, bis zum Jahr 2009, war er stellvertretender Vorsitzender der Mendelssohn-Gesellschaft.
Klein setzte sich intensiv für die Forschung über Musiker ein, die in der Zeit des Nationalsozialismus verfolgt oder verfemt waren, darunter Viktor Ullmann und Gideon Klein. Außerdem war Klein, der noch Magnus Hirschfelds Mitarbeiter Kurt Hiller kennengelernt hatte, einer der Initiatoren zur Gründung der Magnus-Hirschfeld-Gesellschaft, die Gründungsversammlung fand 1982 in seiner Wohnung statt. Klein gehörte auch zu den Gründungsmitgliedern der Kurt Hiller Gesellschaft e.V.
Hans-Günter Klein fand seine letzte Ruhestätte auf dem Dreifaltigkeitsfriedhof I, Mehringdamm 21 in Berlin-Kreuzberg.

## Publikationen (Auswahl)
- Der Einfluß der vivaldischen Konzertform im Instrumentalwerk Johann Sebastian Bachs. Mit Notenbeispielen und Tabellen (= Collection d’études musicologiques. Band 54). Heitz, Straßburg u. a. 1970, ISBN 3-87320-554-8. Zugleich Philosophische Dissertation Universität Hamburg 1969.
- Beethoven. Autographe und Abschriften. Katalog (= Staatsbibliothek Preußischer Kulturbesitz. Kataloge der Musikabteilung. Erste Reihe: Handschriften, Bd. 2); Berlin: Merseburger 1975. ISBN 3-87537-134-8.
- als Hrsg. mit Hanns-Werner Heister: Musik und Musikpolitik im faschistischen Deutschland. Fischer, Frankfurt a. M. 1984.
- Die Kompositionen Fanny Hensels in Autographen und Abschriften aus dem Besitz der Staatsbibliothek zu Berlin – Preußischer Kulturbesitz. Katalog bearbeitet von Hans-Günter Klein (= Musikbibliographische Arbeiten. Band 13). Hans Schneider, Tutzing 1995, ISBN 3-7952-0820-3.
- als Hrsg. mit Rudolf Elvers: Fanny Hensel: Tagebücher. Breitkopf & Härtel, Wiesbaden/Leipzig/Paris 2002, ISBN 978-3-7651-0369-8.
- als Hrsg.: „... mit obligater Nachtigallen- und Fliederblütenbegleitung“. Fanny Hensels Sonntagsmusiken. Dr. Ludwig Reichert, Wiesbaden 2005, ISBN 3-89500-481-2.
- Fanny Hensel: Briefe aus Paris an ihre Familie 1835. Nach den Quellen zum ersten Mal herausgegeben. Dr. Ludwig Reichert, Wiesbaden 2007, ISBN 978-3-89500-480-3.
- „Goethe sein Vorbild“. Felix Mendelssohn Bartholdy, der Dichter und ihre familiären Beziehungen. Nach Briefen und Tagebüchern. Wehrhahn, Hannover 2011, ISBN 978-3-86525-245-6.